# Cyril Mourali
Cyril Mourali est un acteur français, né le 29 octobre 1978 aux Lilas.

## Filmographie
- 1999 : Les Monos (série télévisée) : Ariel
- 2000 : T'en as?! (court métrage réalisé par Antoine Decaunes) : Petit Jeune
- 2002 : Samouraïs : Marco
- 2002 : La Ligne noire (série télévisée) : Fabien
- 2003 : Lola, qui es-tu Lola ? (série télévisée) : Simon Mezzogiorno
- 2005 : Au suivant ! : Greg
- 2006 : Sous le soleil (série télévisée) : Raphaël
- 2007 : Bac +70 de Laurent Levy (téléfilm) : Thierry
- 2007 : Commissaire Moulin (série télévisée) : Zacharie
- 2007 : La Taupe (téléfilm) : Dom
- 2008 : Cinq Sœurs (feuilleton télévisé) : Thibault
- 2009 : Pas de secrets entre nous : Raph
- 2013 : Le Bal des secrets : Adrien

## Doublage
- 2003 : Tomb Raider : L'Ange des Ténèbres : Kurtis
- 2006 : Azur et Asmar : Azur adulte

## Publicité
- 2000 : Nomad (avec Guy Roux) : Le footballeur
- 2001 : Pepsi
- 2002 : Toyota
- 2003 : Sécurité routière
- 2004 : Nutella
- 2005 : Ralph Lauren
- 2014 : Nivea
- 2014 : Citroen DS3
- 2018 : Slendertone